# Праедестинаты

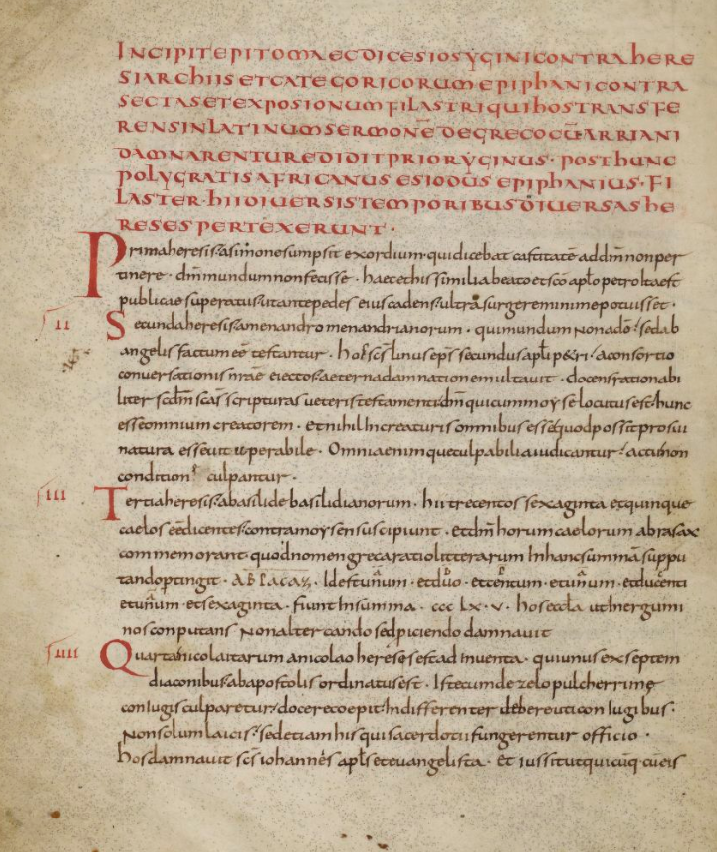
«Praedestinatus». Рукопись IX века. Национальная библиотека Франции

Праедестина́ты (лат. praedestinati от лат. prae–destinatio — «предопределение, предназначение») — еретики V века, описанные безымянным автором трактата «Праедестинат» (лат. «Praedestinatus»). Это последняя, девяностая, описанная ересь в этом сочинении, в честь неё и назван трактат, этой ереси и посвящена бо́льшая его часть. Праедестинаты изучали труды Августина, по мнению автора трактата развивали учение о предопределении в неправильном направлении. Согласно учению праедестинатов Бог назначил одним людям спасение, а для других предопределил погибель. О численности праедестинатов автор «Праедестината» ничего не сообщает.